# Fjällräven
Fjällräven (ˈfjɛlːˈrɛːvɛn, шведское название песца) — шведская компания, специализирующаяся на снаряжении для пешего туризма, в основном на одежде и рюкзаках. Была основана в 1960 году Оке Нордином (швед. Åke Nordin, 1936—2013). Первым продуктом компании был рюкзак с наружным каркасом. Он оказался как комфортным, так и прочным, и, наряду с верхней одеждой из палаточного материала, принёс бренду его известность.  Разнообразные версии рюкзака Kånken и на сегодняшний день являются наиболее известными продуктами компании. Рынок сбыта компании находится преимущественно в странах северной Европы и в Германии.

## История
В возрасте 14 лет Оке Нордин с Эрншёльдсвика на севере Швеции разочаровался в дизайне неудобного рюкзака, который он намеревался взять с собой в запланированный поход летом 1950 года в Диканес, небольшое поселение в горах Вестерботтен. Проведя небольшое исследование, он узнал, что рюкзак должен располагаться высоко и близко к позвоночнику владельца. Используя педальную швейную машинку Singer своей матери, он сделал сумку из прочного хлопкового материала в подвале своих родителей. Он прикрепил ее к деревянному каркасу, используя кожаные ремни из телячьей кожи, в качестве поддерживающих ремней. Рама лучше распределяла нагрузку по спине и увеличивала вентиляцию между ним и рюкзаком. К тому же он мог нести более тяжелый рюкзак.
Во время службы в шведских вооруженных силах он понял, что на рынке есть место для прочного и легкого рюкзака. В результате, уволившись из армии, он основал Fjällräven в 1960 году и сначала работал в подвале своей семьи.
В 1983 году компания внесла себя в внебиржевой список Стокгольмской фондовой бирже.
В 2002 году после покупки производителя одежды Tierra AB и розничных сетей Friluftsbolaget AB и Naturkompaniet AB в 2001 году, группа Fjällräven сменила название на Fenix Outdoor.
В 2013 году основатель компании Оке Нордин умер в возрасте 77 лет.
По состоянию на 2017 продукция Fjällräven доступна более чем в 40 странах.